# Subaru Vivio
De Subaru Vivio is een automodel in de miniklasse (kei car) van het Japanse automerk Subaru.

## Geschiedenis
De Vivio werd in maart 1992 geïntroduceerd als opvolger van de Subaru Rex die in Nederland verkocht werd als Subaru Mini Jumbo.
De naam Vivio is een toespeling op de cilinderinhoud van 660 cm³. Als je het getal 6 in Romeinse cijfers schrijft en het getal 0 door de letter O vervangt, is het resultaat: VI VI O. Ook kan de naam worden geassocieerd met het Engelse woord voor levendig (vivid).
De extreem zuinige stadsauto was tot en met 1997 het best verkochte model van Subaru (in Nederland). In de klasse waar de Daihatsu Cuore, Fiat Seicento en Suzuki Alto belangrijke concurrenten waren, had Subaru met de Vivio een aantrekkelijke aanbieding die het met nieuwe concurrenten uit Zuid-Korea op de Nederlandse markt wel zwaarder kreeg. De vormgeving was modern maar ietwat anoniem, leuke varianten als tweezitter met targa-dak, de Vivio T-Top, en een met chroom versierde retroversie Vivio Bistro waren in Nederland niet leverbaar.
Het Vivio-aanbod was echter ook in Nederland uitgebreid genoeg, 5-versnellingsbak of ECVT, 3- of 5-deurs, naar keuze zelfs met vierwielaandrijving op de handgeschakelde GLi. Verstevigingsbalken in de portieren en verstelbare rolgordels voorin waren standaard aanwezig.
De niet in Nederland leverbare driedeurs Vivio's met supercharger heetten GX-R, GX-T, RX-R en RX-RA. De RX-R en RX-RA werden in Japan veel gebruikt voor de rallysport. De RX-RA was een speciale motorsportuitvoering met close ratio-versnellingen en een hardere ophanging dan de RX-R.

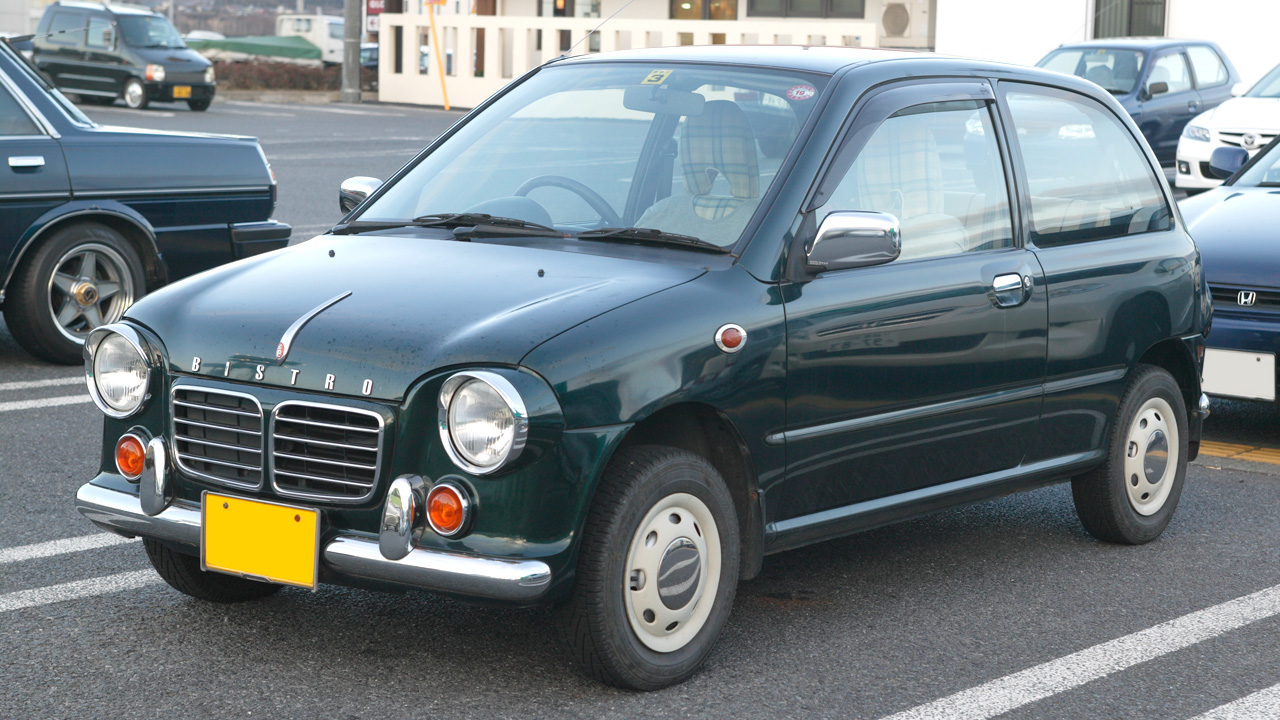
Subaru Vivio Bistro
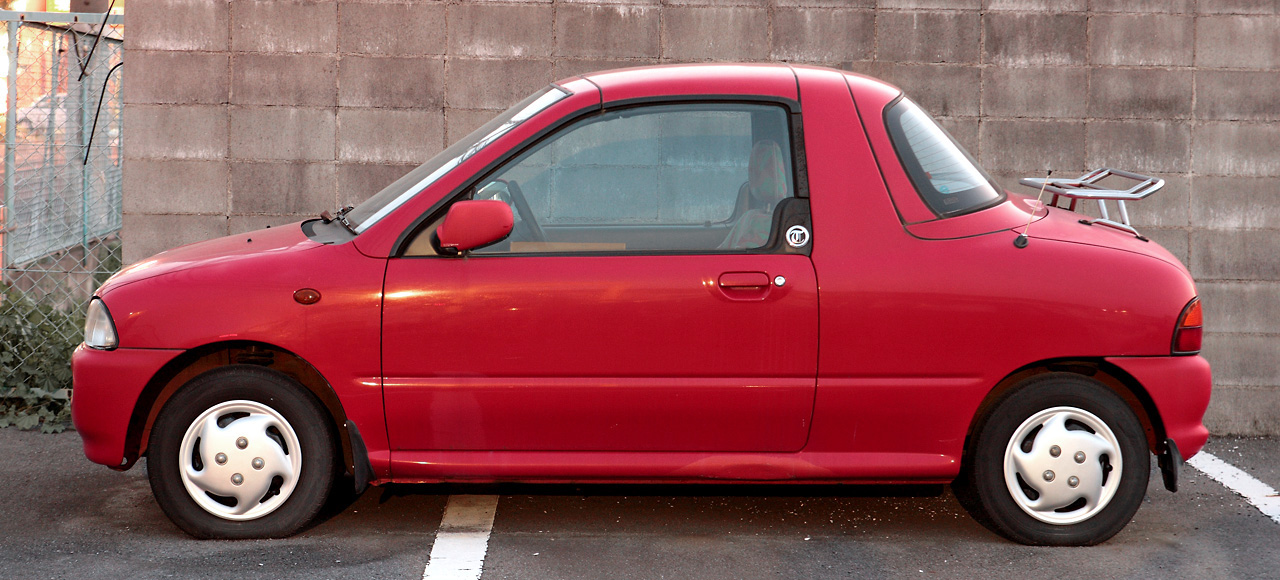
Subaru Vivio T-Top
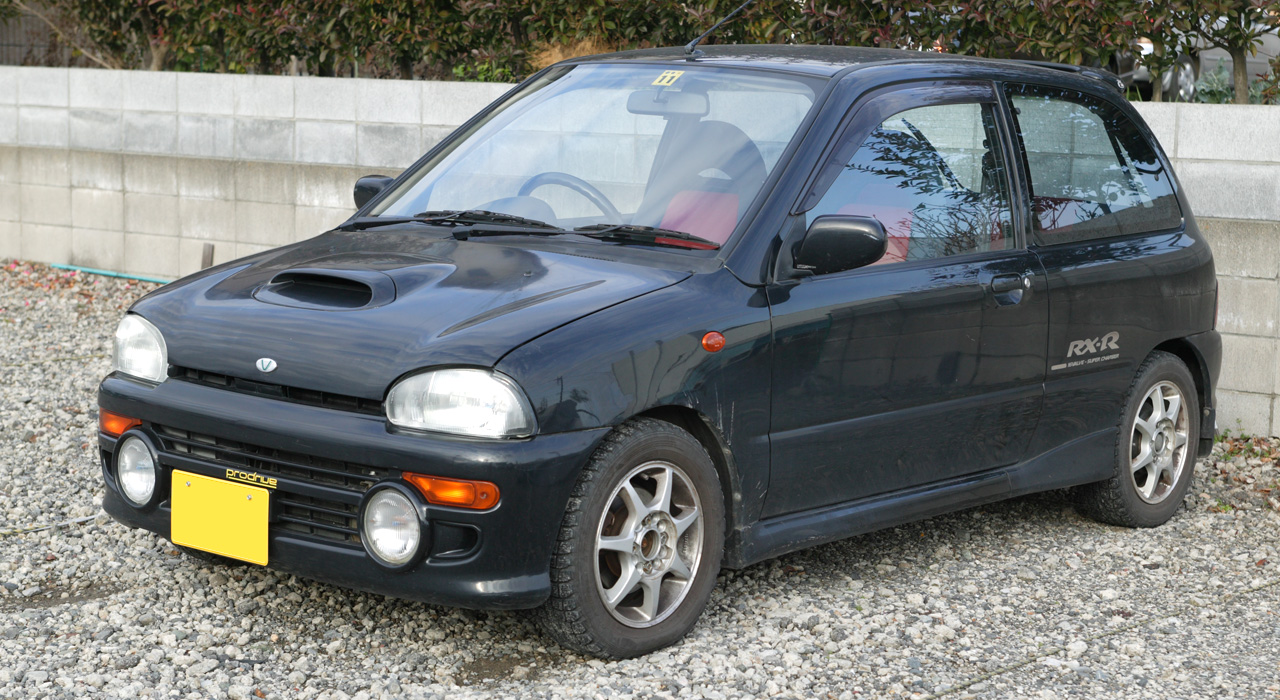
Subaru Vivio RX-R
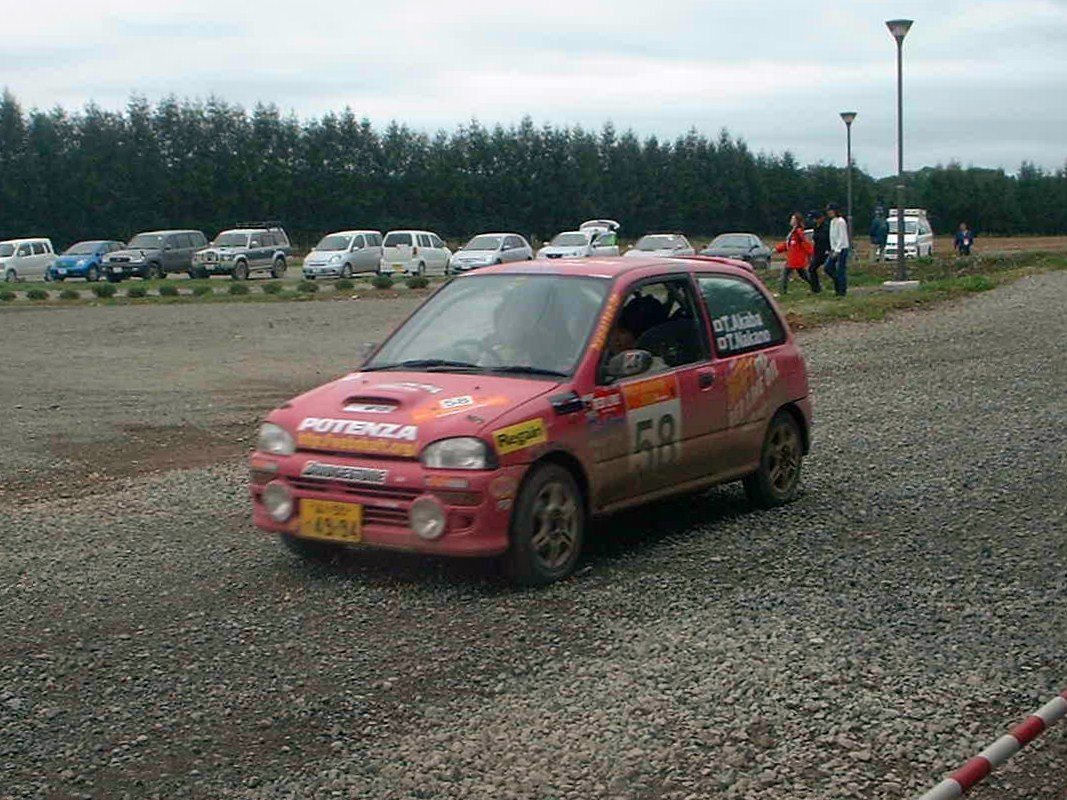
Subaru Vivio in de Rally Hokkaido 2002

De productie van de Vivio eindigde in oktober 1998, het model werd vervangen door de Subaru Pleo. In China werd de Vivio als GHK 7070 onder licentie geproduceerd door Guizhou Youngman Yunque Automobile Company.
In productie:
Impreza ·
WRX STi ·
XV · 
Forester ·
Levorg ·
Legacy ·
Outback ·
BRZ

Niet meer geproduceerd:
360 · 
Sambar · 
R-2 · 
Rex (Mini Jumbo) ·
Vivio ·
Exiga ·
Justy/G3X Justy ·
1000 ·
Traviq ·
Baja ·
E-wagon (Libero) · 
1500 ·
Leone · 
Trezia · 
XT · 
SVX ·
Tribeca

Conceptauto's:
Viziv ·
B5-TPH ·
Hybrid Tourer ·
B11S